# Воянь-Цюйди
Воянь-Цюйди (кит. упр. 握衍朐鞮, пиньинь Wòyán Qúdī; устар. Уянь-Гюйди) — шаньюй хунну с 60 года до н. э. по 58 год до н. э. Собственное имя Туцитан (кит. упр. 屠耆堂, пиньинь Túqítáng). Правнук Ушилу. Ставленник дворцовой партии. Боролся с родовой аристократией. Лишился поддержки хуннских родов и армии. Князья восстали против него и выдвинули Хуханье. Шаньюева армия разбежалась, узнав о приближении мятежников. Покинутый всеми, Воянь-Цюйди покончил с собой.

## Происхождение
Происходил от прямых потомков Модэ. Его прадед Ушилу умер оставив маленького сына, который не получил престол. Его сын стал западным чжуки. Туцитан получил титул от отца. Когда умер Сюйлюй-Цюаньцюй, Туцитан вступил в любовную связь с яньчжи Чжуанькюй (она была вдовой трёх шаньюев — хунну наследовали жён). Как только Сюйлюй-Цюаньцюй умер яньчжи позвала своего брата князя Дулунки и они вместе провозгласили Туцитана шаньюем Воянь-Цюйди. Съезду князей пришлось утвердить это решение.

## Правление
Шаньюй желал договора с Китаем и отправил Иньюжо-князя Шэнчжи — своего брата послом к Хань Сюань-ди. Шаньюй первым делом казнил всех советников своего предшественника. Князя Дулунки, который сделал его шаньюем, сделал первым министром. Всех родственников прежней династии сослал. Цзихоушань, сын Сюйлюй-Цюаньцюя, бежал на запад в Ушаньму, где правил жичжо-князь Сяньхяньшань. Он был недоволен шаньюями, потому что Хулугу завещал ему престол, а князья это скрыли. Сяньхяньшань и Цзихоушань решили в 59 году уйти в Китай. Император принял их и сделал Сяньхяньшаня гуйдэхоу. Воянь-Цюйди не растерялся и жичжо-князем сделал своего родственника Босюйтана, братья Сяньхяньшаня были казнены. Когда умер югянь-князь, Воянь-Цюйди поставил сына на его место, но старейшины рода отказались следить, и род югянь ушёл на восток, попытка вернуть их провалилась: шаньюй послал своего советника с 10 000 конницы и тот бездарно потерял большую часть войска.
Шаньюй был жесток с князьями, а его наследник был ещё хуже. В 58 напали ухуани на Гуси-князя, он с трудом отбился. Шаньюй разозлился на князя, тот, предчувствуя кару, договорился с опальными князьями и они провозгласили шаньюем Цзихоушаня под именем Хуханье. В 58 Хуханье собрал 40-50 тысяч войска и пошёл на Воянь-Цюйди. Войско Вояня разбежалось и он попросил о помощи Западного чжуки-князя, тот ответил: был жесток — умри один. Дулунки тоже сбежал.
Воянь-Цюйди отчаялся и убил себя.